# Anima Mundi
O Festival Internacional de Animação do Brasil - Anima Mundi - foi um Festival de Animação realizado no Rio de Janeiro e que teve edições paralelas em cidades como São Paulo, Belo Horizonte, entre outras. 
Iniciado em 1993, chegou a ser o segundo maior Festival de Animações do mundo e o maior da América Latina. Durante o festival, que acontecia todos os anos no Rio de Janeiro e em São Paulo, eram premiadas diversas categorias como curtas e longas-metragens, filmes infantis, filmes de estudantes, obras experimentais e trabalhos feitos por encomenda (como publicidades e videoclipes). O curta vencedor do Grande Prêmio Anima Mundi, atribuído pelo júri profissional e pelos diretores do festival, era considerado elegível pela Academia de Artes e Ciências Cinematográficas dos EUA para concorrer a uma vaga no Oscar de Melhor Curta-Metragem de Animação, desde que cumprisee todos os requisitos estabelecidos pelas regras oficiais da Academia.

## Eventos
O Festival Anima Mundi oferece várias opções de entretenimento, além da exibição de filmes de animação. Durante a programação acontece o Estúdio Aberto, conjunto de oficinas livres e gratuitas que estimulam os espectadores a produzir suas próprias animações, de modo instantâneo, em sete técnicas diferentes: animação tradicional (2D), zootropo, massinha (stop-motion), pixilation, areia, recortes e animação direta na película 35mm.
Já o Anima Forum é o ponto de convergência dos profissionais brasileiros e estrangeiros interessados no aprimoramento e desenvolvimento da animação brasileira. Ele acontece no Rio de Janeiro e em São Paulo, sempre junto com o Festival Anima Mundi. Nesses encontros, animadores, produtores e todos os interessados que compõem a cadeia da animação no Brasil se reúnem para refletir, discutir, avaliar e planejar os rumos do setor.
Além da programação de masterclasses, palestras e mesas redondas, eventos agregados ao fórum, como o Anima Business e o Animarket, são iniciativas de natureza comercial que atendem a profissionais iniciantes e experientes e demonstram potencial para serem aplicadas a outros eventos e cidades ao longo do ano. 

## Financiamento
Em 2019, após perder o patrocínio da Petrobras, o Anima Mundi lançou uma campanha de financiamento coletivo no site Benfeitoria, a qual foi bem-sucedida e permitiu a realização do evento naquele ano. Aquela foi a última edição. O site oficial do evento ainda está no ar, mas sem conteúdo, há cinco anos. 2020 foi o primeiro ano sem uma edição do festival desde sua criação, e ainda não existem notícias a respeito de um eventual retorno,